# Un hombre solo no puede hacer nada
Un hombre solo no puede hacer nada es el primer disco solista de Ariel Minimal, cantante de Pez, grupo de rock argentino. Fue grabado entre diciembre de 2003 y febrero de 2004 y editado por el propio Minimal mediante su propio sello independiente Azione Artigianale.
El ingeniero de grabación, mezcla y masterización fue Mauro Taranto, quien además coprodujo el disco junto al propio Minimal. Fue asistido en la masterización por Marcelo Gómez. El diseño del álbum pertenece a Hernán Archivado el 22 de marzo de 2007 en Wayback Machine.. Las fotografías pertenecen a Minimal (autorretratos) y Nadina Pozzetti (esposa de Minimal).
La grabación de la voz y el piano de Litto Nebbia, uno de los invitados del disco, corrió por parte de Mario Sobrino.

## Canciones
1. Domesticar al dragón (2:32)
  - Letra y música: Ariel Minimal
2. Melodías de una vieja canción crepuscular (4:08)
  - Letra y música: Ariel Minimal
3. Todo el tiempo que se va (2:52)
  - Letra y música: Ariel Minimal
4. Hombre de mala sangre (2:38)
  - Letra: David Lebón, Liliana Lagarde
  - Música: David Lebón
5. Recordar es aprender (3:13)
  - Letra y música: Ariel Minimal
6. Ryan (3:25)
  - Letra: Fabián Casas
  - Música: Ariel Minimal
7. Amada amante (3:11)
  - Letra y música: Roberto Carlos, Erasmo Carlos
  - Versión español: Buddy McCluskey, Mary McCluskey
8. Canción para el día que se muera Elton John (2:01)
  - Letra y música: Ariel Minimal
9. Siesta (2:47)
  - Letra y música: Ariel Minimal
10. Buscando aquel martillo de Thor (3:57)
  - Letra: Fabián Casas
  - Música: Ariel Minimal

## Personal
- Ariel Minimal: voz, guitarras, guitarras acústicas, batería, ensamble de cuerdas en "Todo el tiempo que se va", bajo en "Amada amante", órgano en "Canción para el día que se muera Elton John"

- Gustavo Fósforo García: bajo
- Leopoldo Pepo Limeres: piano eléctrico
- Gerardo Toto Rotblat: percusión
- Lucas Herbin: percusión

### Músicos invitados
- Hernán Espejo: guitarra en "Domesticar al dragón"
- Juan Salese: órgano en "Melodías de una vieja canción crepuscular", piano eléctrico en "Amada amante"
- Litto Nebbia: voz y piano en "Todo el tiempo que se va"
- Florencia Flopa Lestani: voz en "Hombre de mala sangre"
- Mariano Manza Esain: voz y guitarra en "Hombre de mala sangre"
- César Checho Marcos: armónica en "Hombre de mala sangre"
- Juan Ravioli: guitarra acústica de 12 cuerdas y órgano en "Hombre de mala sangre", órgano en "Amada amante"
- Ernesto Romeo: sintetizadores y ensamble de cuerdas en "Recordar es aprender", "Ryan" y "Siesta"
- Pablo Leocata: bajo en "Ryan"
- Lucas Martí: voz en "Canción para el día que se muera Elton John"

## Datos
- En el libro del disco se destaca un pequeño texto escrito por Minimal:

No estaba en mis planes grabar este disco. Sólo ocurrió. Y yo aprendí que no se le dice no a una oportunidad. Por suerte pude contar con un montón de amigos, nuevos y viejos, que me ayudaron a hacerlo. Mi respeto y agradecimiento absoluto a todos ellos, pues como ya ha sido dicho: un hombre solo no puede hacer nada.

- El disco fue grabado en quince días, pues una enfermedad del baterista de Pez Franco Salvador obligó a suspender las grabaciones del que posteriormente sería el disco de esta banda Folklore (2004).[1]
- El nombre fue extraído del libro homónimo de George Gurdjieff, escritor ruso, y según Minimal "es una ironía sobre esta situación de solista y todo lo que ella enmascara".[1]
- La tapa del álbum (autorretrato de Minimal) es un homenaje al primer disco solista de David Crosby, If I Could Only Remember My Name, de 1971.
- De la unión de Minimal con Litto Nebbia en la canción "Todo el tiempo que se va" se originaría la invitación de este último al primero para integrar su banda soporte La Luz.
- "Hombre de mala sangre" es una canción de David Lebón, de su disco homónimo de 1973. Fue grabado por Minimal junto a sus compañeros de Flopa Manza Minimal.
- Según el propio Minimal, sólo le "quitó" una canción a Pez: "Recordar es aprender".[1]
- "Amada amante" es un cover de Roberto Carlos en su versión en español. También fue versionada por, entre otros, Attaque 77, aunque en un estilo distinto de éste.
- "Canción para el día que se muera Elton John" es una canción en clave paródica sobre el fallecimiento del célebre cantante británico. Según Minimal, "la imaginé para que esté lista y grabada para que las radios, el día que muera Elton, ya la puedan pasar. Es una balada cínica y con un piano maricón. A lo Elton."[1]
- "Siesta" es una versión de una canción de Pez originalmente aparecida en el disco homónimo del grupo, de 1998.